# Aulus Postumius Albinus
Aulus Postumius Albinus byl římský analistický historik a státník žijící ve 2. století př. n. l. Podobně jako velká většina analistických historiků, pocházel i Postumius ze staré římské patricijské rodiny. Roku 167 př. n. l. se jakožto vojenský tribun účastnil obléhání města Pydny a roku 155 př. n. l. přijal ve funkci městského prefekta delegaci řeckých filozofů. Roku 151 př. n. l. dosáhl Postumius na úřad římského konzula.
Postumiovo historiografické dílo se do současnosti nedochovalo. Podle analistického zvyku bylo napsáno v řečtině, za což si ho Cato starší, velký odpůrce řeckých vlivů pronikajích do římské literatury, často dobíral. O Postumiově dílu se dochovaly zprávy od Aula Gellia, Macrobia i Marka Tullia Cicerona.